# Симёлуэ (остров)
Симёлу́э (индон. Pulau Simeulue) — индонезийский остров.

## География

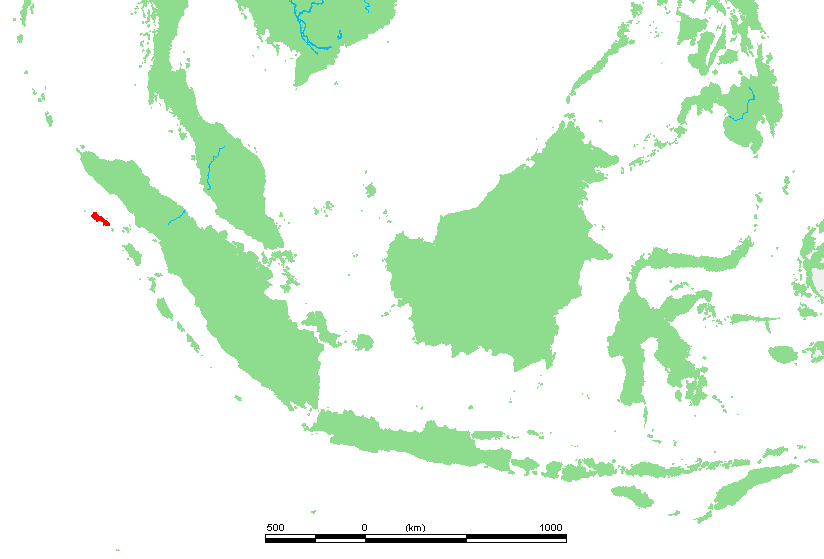
Расположение острова Симёлуэ

Находится в восточной части Индийского океана в 150 км западней Суматры, в 140 км к северо-западу от острова Ниас и в 60 км к северо-западу от архипелага Баньяк. Площадь — 2310 км².
В конце марта 2005 года остров Симелуэ, а также близлежащие острова Ниас и Баньяк оказались в эпицентре подводного землетрясения с магнитудой 8.7. Цунами высотой три метра накрыло побережье острова, приведя к разрушениям. 

## Население
Население острова на данным на 2010 год составляет 80 279 человек. Большая часть населения представлена сималурцами, говорящими на сималурском (симёлуэ) языке, который входит в северную группу раннесуматранской ветви западнозондских (суматранско-яванских) языков. Верующие — преимущественно мусульмане.

## Административное деление
Территория острова (вместе с территорией ряда близлежащих мелких островков) образует одноимённый округ в составе провинции Ачех. Крупнейший населённый пункт — город Синабанг, административный центр округа.